# Jan Maurycy Strachwitz
Jan Maurycy baron von Strachwitz und Gross-Zauche (ur. 3 lutego 1721 w Cieszowej koło Lublińca, zm. 28 stycznia 1781 we Wrocławiu) – duchowny katolicki, teolog, biskup pomocniczy wrocławski w latach 1761–1781 i administrator apostolski diecezji w latach 1766–1781.

## Życiorys
Jan Maurycy Strachwitz urodził się w 1721 r. w Cieszowej jako syn barona Jana Fryderyka i baronówny Zofii Elżbiety von Frankenberg und Proschliz. Studiował na wrocławskiej Akademii Leopoldyńskiej, a następnie w Rzymie na Collegium Germanicum (1740). W 1744 r. został doktorem teologii i otrzymał święcenia kapłańskie. Po powrocie na Śląsk został w wieku 23 lat proboszczem w Namysłowie (w latach 1744–1748), a następnie w Paczkowie. W 1748 r. zasiadł w kapitule wrocławskiej, a już cztery lata później został scholastykiem katedralnym.
W 1761 r. uzyskał tytularne biskupstwo Tyberiady oraz został biskupem pomocniczym przy biskupie wrocławskim Filipie Gothardzie Schaffgotschu. Dwa lata później mianowano go generalnym wikariuszem. Po wygnaniu w 1766 r. biskupa Schaffgotscha na Śląsk Austriacki, jako wikariusz apostolski przejął faktyczne rządy w diecezji wrocławskiej, której zdecydowana większość znalazła się w granicach królestwa Prus. Był lojalny wobec władz państwowych, przy czym wykazywał pełne posłuszeństwo decyzjom Stolicy Apostolskiej. Ogłosił rok 1776 Rokiem Jubileuszowym. 
Żywo popierał chrześcijańskie nauczanie i gorliwie wizytował parafie. Założył fundację na rzecz biednych i chorych: w szpitalach Matki Boskiej Bolesnej i św. Wojciecha we Wrocławiu oraz w Namysłowie. Przyczynił się do odbudowy po wojnach śląskich wrocławskiej katedry, a po swojej śmierci w 1781 r. został pochowany w katedrze wrocławskiej, w kaplicy Aniołów Stróżów.

## Literatura
- C. Grünhagen, Joseph Moritz von Strachwitz w: Allgemeine Deutsche Biographie, Bd. 36, s. 479–480
- P. Nitecki, Biskupi Kościoła w Polsce w latach 965–1999, ISBN 83-211-1311-7, Warszawa 2000.
- Encyklopedia Wrocławia, pod red. J. Harasimowicza, Wydawnictwo Dolnośląskie, Wrocław 2001.